# Reichel von Ravenstein
Reichel von Ravenstein ist der Name eines böhmischen briefadeligen Geschlechts, das 1849 erloschen ist. 

## Geschichte
Die Familie war ursprünglich ein Patriziergeschlecht aus der freien Reichsstadt Eger, das dort zwei Bürgermeister stellte. Im Zuge der Gegenreformation wanderte Conrad Reichel 1629 aus Böhmen aus. Johann Thomas Reichel († 1700) wurde 1653 in den Adelsstand erhoben. Seit 1685 bekleidete er in Eger das Amt des Bürgermeisters. Des Weiteren vermittelte er in Wien den Erwerb des deutschen Hauses in Eger. Der Doktor der Rechte und Stadtschreiber Johann Maximilian Reichel († 1755) erwarb 1709 das Gut Ottengründörfl bei Haslau. 1723 vertrat er als Huldigungsabgesandter Eger bei der Krönung Karl VI. zum böhmischen König. Später wurde ihm der Titel kaiserlicher Rat  verliehen. 1733 bekleidete er das Amt des Bürgermeisters von Eger. Am 1. Juni 1736 erhielt auch letzterer den böhmischen Adelsstand. Im Militär dienten der Hauptmann in Eger Johann Reichel von Ravenstein sowie der k. k. Hauptmann in Leitmeritz Josef Reichel († 1849) als letzter seines Geschlechts. 

## Wappen
Blasonierung: Spitz in drei Felder geteilt, links in Rot ein Löwe, in der Mitte blau mit gelben Balken, rechts in Gold ein ausgespannter Adler. 